# Borgo San Lorenzo
Borgo San Lorenzo est une commune italienne de la ville métropolitaine de Florence, dans la région Toscane.

## Histoire
En 1957, le chien Fido reçoit une médaille pour sa fidélité, de la part du maire de cette commune : en effet il attend par l'autobus du soir le retour du travail de son maître (Carlo Soriani) depuis 14 ans (environ 5000 fois) même si celui-ci a été tué lors de bombardements en 1943, soit deux ans après l'adoption de ce chien. Fido est mort en 1958 : une statue en bronze lui a ensuite été érigée ("à Fido exemple de fidélité") en présence de la veuve de son maître.

## Administration
| Période                                  | Période | Identité | Étiquette | Qualité |
| ---------------------------------------- | ------- | -------- | --------- | ------- |
|                                          |         |          |           |         |
| Les données manquantes sont à compléter. |         |          |           |         |

### Hameaux
Casaglia, Grezzano, Luco di Mugello, Panicaglia, Polcanto, Razzolo, Ronta, Sagginale

### Communes limitrophes
Fiesole, Firenzuola, Marradi, Palazzuolo sul Senio, Pontassieve, San Piero a Sieve, Scarperia, Vaglia, Vicchio

## Architecture
- Pieve di San Lorenzo